# Fachjournalist (Zeitschrift)
Der Fachjournalist ist eine Onlinezeitschrift für Fachjournalistik, Fachöffentlichkeitsarbeit und Fachmedien. Herausgeber ist der Deutsche Fachjournalisten-Verband.
Zielgruppe sind Fachjournalisten und Fachredakteure, PR-Referenten und Lehrende im Bereich Journalistik. Alle Artikel (seit der Ausgabe 3/2010) sind im Volltext über die Homepage lesbar.
Die Zeitschrift erschien von April 2000 bis Juli 2012 quartalsweise als Printausgabe mit einer Auflage von zuletzt über 11.000 Exemplaren (IVW-geprüft, Stand: 4/2009).